# برنارد فون ناتهاوس
برنارد فون ناتهاوس (انگلیسی: Bernard von NotHaus؛ زادهٔ ۱ ژانویهٔ ۱۹۰۱) کارآفرین اهل ایالات متحده آمریکا است. او دلار لیبرتی را خلق کرد و در تأسیس شرکت ضرابخانه پادشاهی هاوایی در ایالت هاوایی در ایالات متحده آمریکا مشارکت داشته‌است. او همیچنین در تأسیس مرکز معنوی ماری‌جوانا مشارکت داشته که که موسسه‌ای آموزشی است که از استفاده از ماری‌جوانا در محیط‌های معنوی حمایت می‌کند.در سال ۲۰۱۱ فون ناتهاوس به تقلب متهم شد و حتی تهمت تروریسم داخلی نیز به او منتسب شد. برغم ماهیت جدی شکایت‌هایی که علیه وی وجود داشت و درخواست وزارت دادگستری برای اینکه وی بیست و دو سال در زندان فدرال زندانی شود، او فقط به سه سال تعلیق مراقبتی محکوم شد و پس از طی فقط یک سال از تعلیق مراقبتی نیز آزاد شد.